# La famiglia giù al nord
La famiglia giù al nord, in precedenza Ed ecco a voi e fino al 2017 occasionalmente La Famiglia, è un programma radiofonico, in onda da lunedì a venerdì dalle 9 alle 11 su RTL 102.5, condotto da Sara Calogiuri, Emanuele Carocci e Jennifer Pressman. Originariamente in onda dal lunedì al sabato, da settembre 2005 è in onda solo da lunedì al venerdì.

## Il programma
La storica squadra di conduzione era composta da Luca Viscardi, Antonio Gerardi e dalla giornalista Simona Volta, alla quale è poi subentrata Jennifer Pressman.
Da quando Viscardi e Gerardi hanno lasciato RTL 102.5 (aprile 2005), Jennifer Pressman è stata affiancata da Fernando Proce (aprile 2005 - settembre 2008) e Silvia Annicchiarico (settembre 2008 - dicembre 2008); successivamente si sono alternati in conduzione: Jennifer Pressman, Silvia Annicchiarico e Fabrizio Ferrari (gennaio - aprile 2009); Jennifer Pressman, Silvia Annicchiarico e Paoletta (maggio - agosto 2009); Jennifer Pressman, Silvia Annicchiarico, Paoletta e Giorgio Ginex (settembre 2009); Giorgio Ginex, Paoletta e Silvia Annicchiarico (28 settembre 2009 - 5 gennaio 2010); Paoletta, Silvia Annicchiarico, Jennifer Pressman e Angelo Di Benedetto (18 gennaio 2010 - 25 giugno 2010); Silvia Annicchiarico, Sara Ventura e Carlo Elli (28 giugno 2010 - 27 agosto 2010). 
Con il rientro di Fernando Proce a fine agosto 2010 nello staff di RTL 102.5, il programma torna nelle sue mani prendendo il sottotitolo "Giù al Nord", ed è affiancato da Jennifer Pressman e Sara Ventura. 
Da settembre 2013 il programma è stato condotto da Fernando Proce, Jennifer Pressman e Silvia Annicchiarico affiancati il lunedì, il martedì e il venerdì da Carletto, mentre il mercoledì e il giovedì da Max Viggiani. 
Dal 2014 Carletto si è confermato stabilmente nel programma dal lunedì al venerdì, mentre Viggiani ha cambiato orario. Secondo i dati pubblicati a settembre 2014, risulta essere il terzo programma più ascoltato nella radiofonia nazionale (risultato confermato anche nei primi mesi del 2016). 
Nel marzo 2016 Carletto lascia il programma spostandosi alla conduzione di Onorevole DJ con Francesca Cheyenne.
A dicembre 2018 Fernando Proce lascia RTL 102.5. Prendono il suo posto nella trasmissione Paolo Cavallone e Marco Falivelli.
Ad aprile 2020 Paolo Cavallone lascia la trasmissione. 
È anche in radiovisione sul canale 736 di Sky e sul canale 36 del digitale terrestre e della piattaforma Tivùsat.